# Esperança Machavela
Esperança Machavela est une femme politique mozambicaine, ministre de la Justice de 2005 à 2008.

## Carrière
En février 2005, Esperança Machavela est nommée ministre de la Justice par le président Armando Guebuza, lorsqu'il a formé son nouveau gouvernement peu après son entrée en fonction.
Avant de devenir ministre de la Justice, Esperança Machavela avait travaillé pour le ministère des Affaires étrangères et avait été ambassadrice au Portugal,.